# Revision (blad)
 For alternative betydninger, se Revision. (Se også artikler, som begynder med Revision)
Revision et blad fra efterkrigstiden, 1945 – 1972, tidligere SIFOLAVSKI, som står for (SIgtet FOr LAndsSKAdelig VIrksomhed), som de fængslede landsforrædere fra besættelsen af Danmark udgav.
Revision blev udgivet af Landsforeningen af 6. maj, en forening som var forbeholdt de uforskyldt internerede efter den tyske besættelse, 1940 – 1945.
| Anime eller manga | Spire Denne artikel om medie og kommunikation er en spire som bør udbygges. Du er velkommen til at hjælpe Wikipedia ved at udvide den. |